# Catherine Poujol (INALCO)
Pour les articles homonymes, voir Catherine Poujol et Poujol.
Catherine Poujol, née le 5 juillet 1956, est une historienne française du XXe siècle et du XXIe siècle.

## Biographie
Catherine Poujol est professeure d’histoire et de civilisation de l’Asie centrale à l'Institut national des langues et civilisations orientales (INALCO).
Elle dirige le Centre de recherches russes et euro-asiatiques (CRREA) avec Taline Ter Minassian à l'INALCO.

## Publications

### Ouvrages
- Le Kazakhstan, Presses universitaires de France, coll. « Que sais-je ? », 2000 [2]
- L’islam en Asie centrale — Vers la nouvelle donne, Ellipses, 2001 [3]
- L'Ouzbékistan, la croisée des chemins, Belin, Paris, 2005,  (ISBN 2-7011-3776-4)[4]
- L'Asie centrale : au carrefour des mondes, Ellipses, 2013
- L'Eglise de France et les enfants juifs, Presses universitaires de France, 2013.

### Préfaces
- Marlène Laruelle avec Sébastien Peyrouse, Les Russes du Kazakhstan. Identités nationales et nouveaux États dans l'espace post-soviétique, préface de Catherine Poujol, Paris, Maisonneuve et Larose, « Bibliothèque d'Asie centrale », 2004.  (ISBN 2-7068-1834-4)